# Нандайл (подокруг)
Нандайл (бенг. নান্দাইল, англ. Nandail) — подокруг на севере Бангладеш в составе округа Маймансингх. Образован в 1912 году. Административный центр — город Нандайл. Площадь подокруга — 326,13 км². По данным переписи 1991 года численность населения подокруга составляла 328 847 человек. Плотность населения равнялась 1008 чел. на 1 км². Уровень грамотности населения составлял 22,3 %. Религиозный состав: мусульмане — 97,32 %, индуисты — 2,17 %, христиане — 0,08 %, прочие — 0,43 %.